# 3790 Raywilson
3790 Raywilson este un asteroid din centura principală, descoperit pe 26 octombrie 1937 de Karl Reinmuth.